# 维特奈姆 (下莱茵省)
维特奈姆（法語：Witternheim，法語發音：[vitəʁnaim]）是法国下莱茵省的一个市镇，属于塞莱斯塔-埃尔什泰因区。

## 地理
维特奈姆（48°18'50"N, 7°36'44"E）面积4.99 平方千米，位于法国大東部大區下莱茵省，该省份为法国大陆部分最东部的省份，是阿尔萨斯的一部分，今与上莱茵省组成了阿尔萨斯欧洲集体，其南至上莱茵省，西南接孚日省和默尔特-摩泽尔省，西接摩泽尔省，北与德国接壤，东侧沿莱茵河与德国相望。
与维特奈姆接壤的市镇（或旧市镇、城区）包括：罗斯费尔德、宾德奈姆、弗里瑟奈姆、伊尔瑟奈姆。
维特奈姆的时区为UTC+01:00、UTC+02:00（夏令时）。

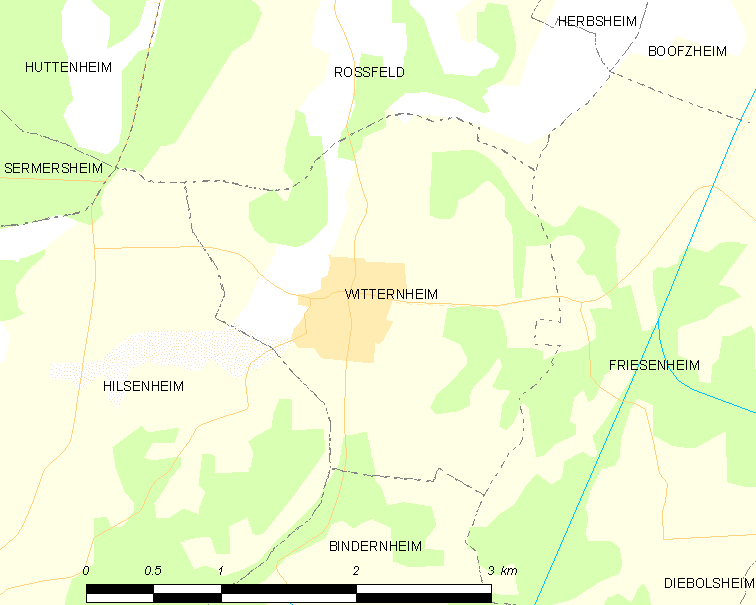
维特奈姆的OSM定位图

## 行政
维特奈姆的邮政编码为67230，INSEE市镇编码为67545。

## 政治
维特奈姆所属的省级选区为埃尔什泰因区。

## 人口

1962-2008年间维特奈姆人口变化图示

维特奈姆于2022年1月1日时的人口数量为509人。